# Santuario de Afrodita Pandemos
El Santuario de Afrodita Pandemos era un antiguo santuario dedicado a Afrodita Pandemos y Peito en la ladera suroeste de la colina de la  Acrópolis en Atenas,  Grecia.
Como sugiere su nombre, el santuario estaba relacionado con el culto de Afrodita Pandemos, o "Afrodita de todo el pueblo", que se dice que Teseo fundó después de unir las aldeas de Ática en la ciudad de Atenas, así como al culto a la personificación de Peito, o ‘Persuasión’. En realidad, el santuario puede remontarse al período arcaico de la época de Solón en el siglo VI a. C. Se utilizaba, entre otras cosas, para la fiesta Afrodisias, cuando allí se sacrificaban palomas consagradas a Afrodita.
Según Pausanias , el santuario estaba situado en el área entre el Asclepeion  y los Propileos. El santuario ha sido ubicado en la ladera de la Acrópolis debajo del Templo de Atenea Niké basándose, entre otras cosas, en los jeroglíficos encontrados en el área y otros restos, como partes del friso. Los restos conservados del santuario datan del período helenístico antiguo.